# Barnabrunnarna
Barnabrunnarna är ett källområde i byn Ödetofta i Tolgs socken, Växjö kommun.
Ödetofta ligger mellan Tolg och Drev, ett par mil norr om Växjö. Källorna omtalas redan på 1600-talet och sades ha kraft att bota sjuka och klena barn, genom att doppa barnen och deras kläder och låta dem dricka ur vattnet. Källorna skulle besökas vid midsommar eller de därpå följande två veckorna. 
1901–02 tömdes den största källan varvid nästan 6.000 mynt och en mängd andra metallföremål påträffades. Det äldsta myntet som togs tillvara är präglat på 1300-talet under Magnus Eriksson, och även en medeltida kam hittades. I övrig härröde mynten främst från andra hälften av 1500-talet fram till slutet av 1800-talet. 
Möjligen kan källan ha tömts i samband med reformationen vilket skulle förklara de få medeltida mynten, alternativt har offer främst förekommit i några av de andra, nu överväxta källorna.